# Matt Penney
 (septembre 2020).
Si vous disposez d'ouvrages ou d'articles de référence ou si vous connaissez des sites web de qualité traitant du thème abordé ici, merci de compléter l'article en donnant les références utiles à sa vérifiabilité et en les liant à la section « Notes et références ».
Matthew Luke Penney, né le 11 février 1998 à Chesterfield, est un footballeur anglais qui évolue au poste de défenseur. Il est actuellement libre de tout contrat. 

## Biographie
Le 22 août 2019, il est prêté à Sankt Pauli en Allemagne, club évoluant en deuxième division. Le 22 février 2020, il marque son premier en professionnel, sur la pelouse du Hambourg SV, permettant à son équipe de l'emporter 0-2.
Le 25 août 2022, il est prêté à Motherwell.